# ملعب المرخية
ملعب المرخية هو ملعب لكرة القدم في الدوحة، قطر. يستضيف الملعب مباريات نادي المرخية. يبلغ حجم الملعب 300 مقعد.